# Морада-Нова-ди-Минас
Морада-Нова-ди-Минас (порт. Morada Nova de Minas) — муниципалитет в Бразилии, входит в штат Минас-Жерайс. Составная часть мезорегиона Центр штата Минас-Жерайс. Входит в экономико-статистический микрорегион Трес-Мариас. Население составляет 8306 человек на 2006 год. Занимает площадь 2084,612 км². Плотность населения — 4,0 чел./км².

## История
Город основан 31 декабря 1943 года. 

## Статистика
- Валовой внутренний продукт на 2003 год составляет 38 701 293,00 реалов (данные: Бразильский институт географии и статистики).
- Валовой внутренний продукт на душу населения на 2003 год составляет 4846,75 реалов (данные: Бразильский институт географии и статистики).
- Индекс развития человеческого потенциала на 2000 год составляет 0,760 (данные: Программа развития ООН).